# Буйрепный узел
Бу́йрепный у́зел (от нидерл. boeireep, от boei — «поплавок; буй» и reep — «верёвка»; англ. Buoy Rope Hitch) — морской крепёжный узел на конце якорного каната, который используют моряки для прикрепления буйрепа к якорю корабля. Для надёжного крепления каната к якорю, на конце каната делают кноп, и завязав узел, конец каната прочно закрепляют на веретене якоря тремя схватками (линём или шкимушгаром). Верхний конец буйрепа ввязывают в томбуй, помогающий видеть на поверхности моря месторасположение якоря. Буйрепный узел — родственен выбленочному узлу, однако, в отличие от выбленочного узла, шлаги буйрепного узла — разделены веретеном якоря.

## Способ завязывания
1. Сделать кноп на конце буйрепа.
2. Завязать выбленочный узел на лапах якоря.
3. Закрепить буйреп двумя схватками на веретене якоря.
4. Ввязать верхний конец буйрепа в томбуй для указания месторасположения якоря.

Плюсы
- Узел — прост
- Легко завязывать

Минусы
- Необходимы 3 схватки ходового конца каната за веретено якоря и кноп на конце

Применение
- На парусном флоте буйрепный узел применяют исключительно для крепления якорного каната к якорю

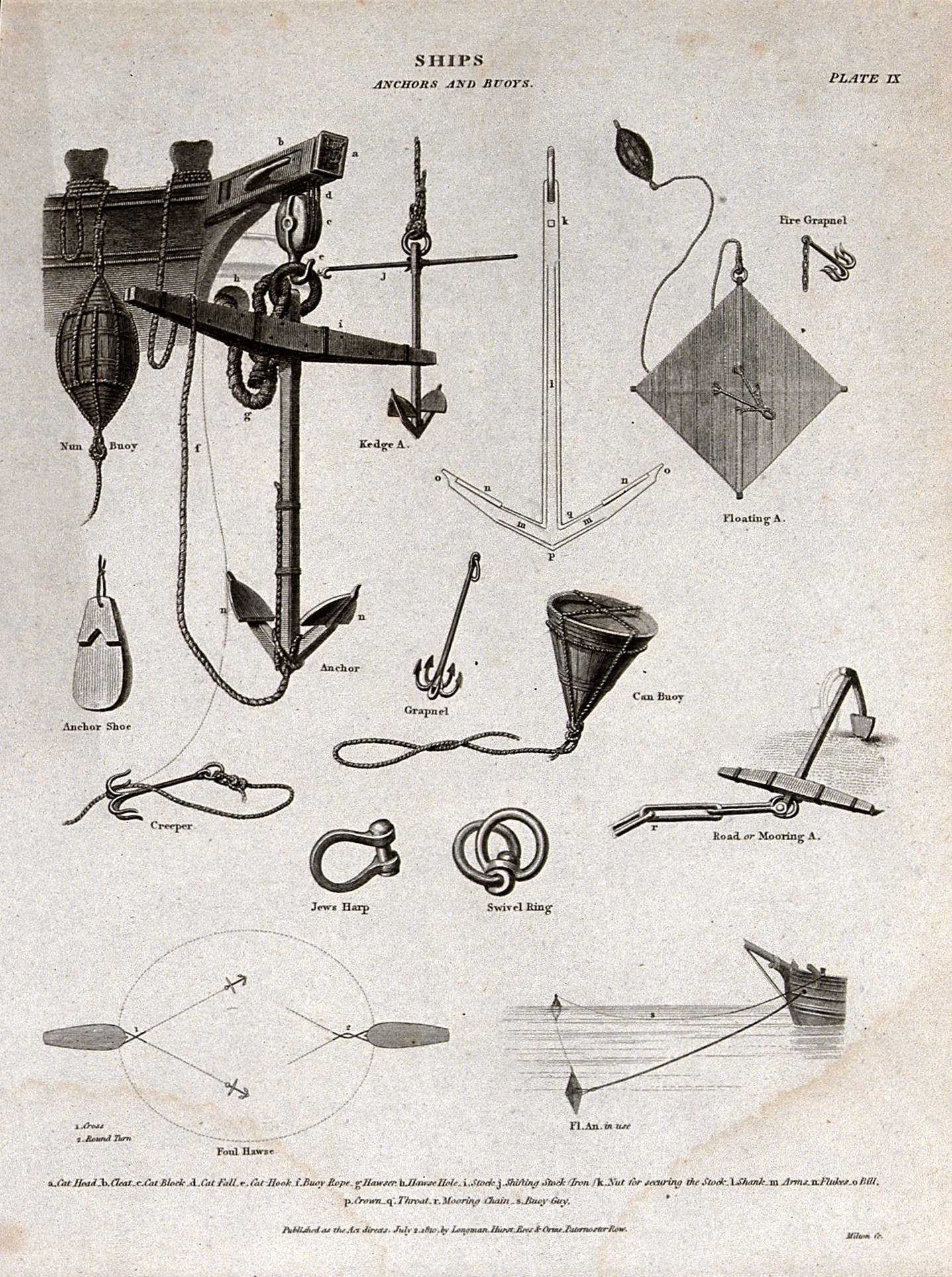
n — буйрепный узел с двумя прихватками ходового конца каната за веретено якоря без кнопа
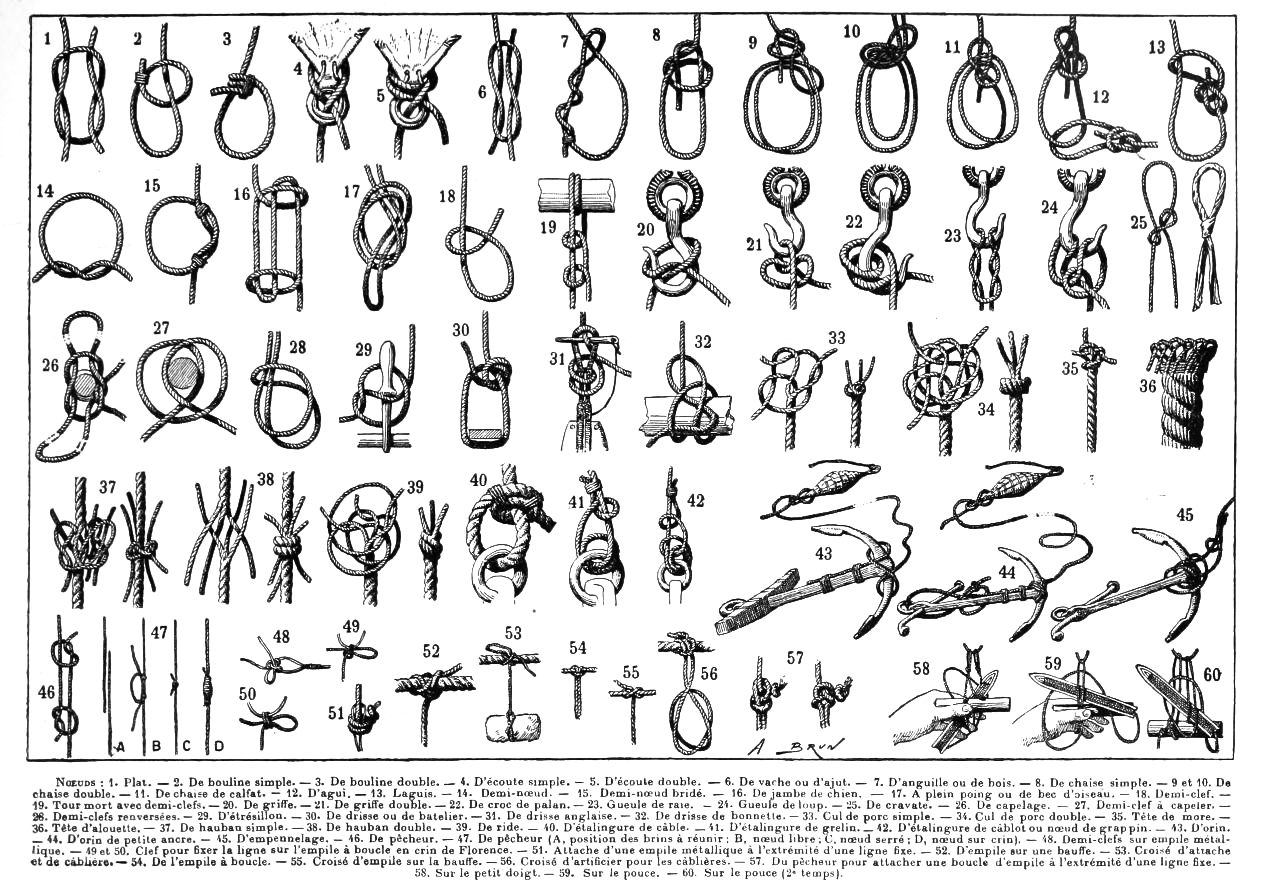
43 — буйрепный узел с двумя прихватками ходового конца каната за веретено якоря с кнопом
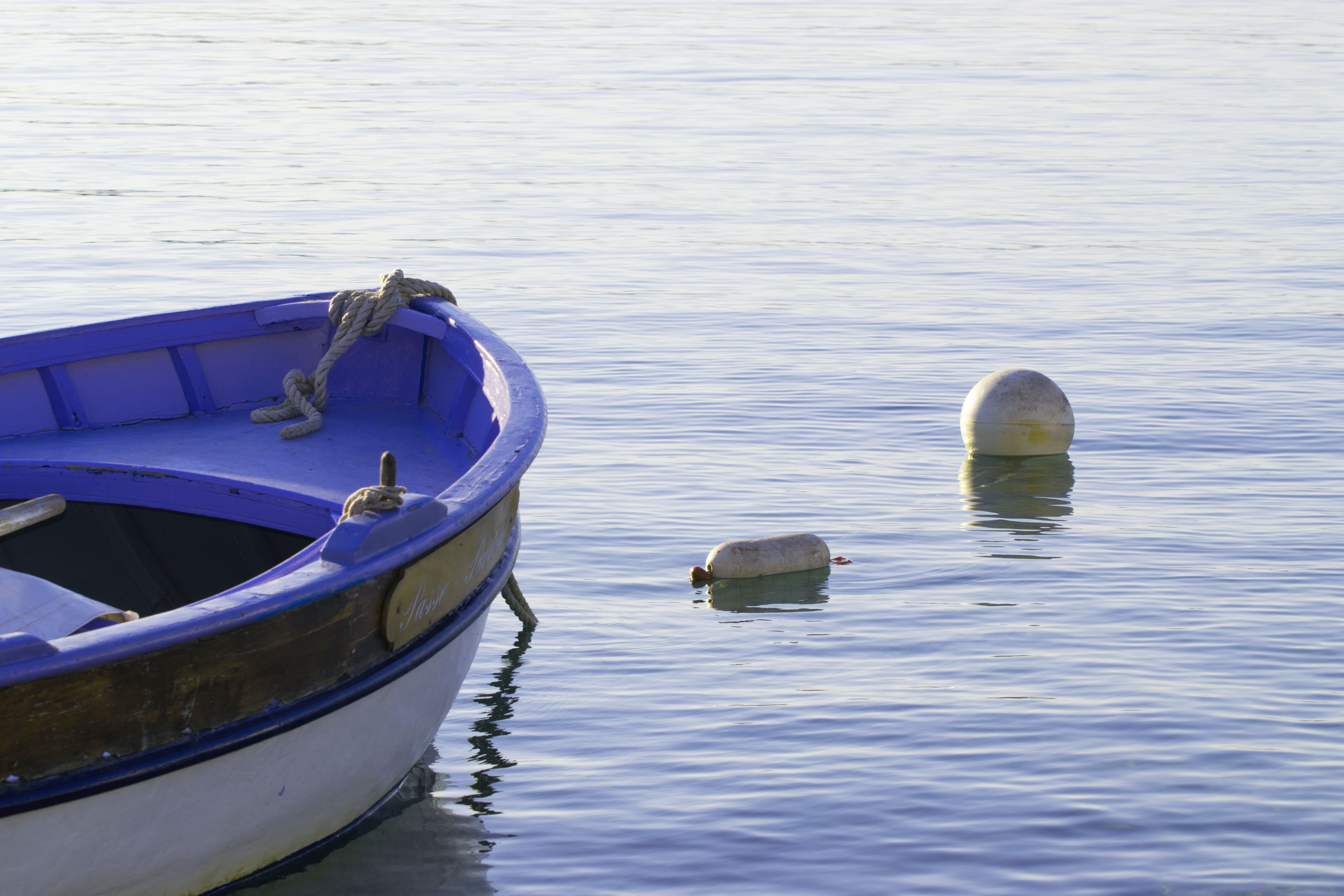
лодка «на якоре», постановленная при помощи буйрепа
названия частей якоря (в данном случае — адмиралтейского)